# Deutzia taibaiensis
Deutzia taibaiensis är en hortensiaväxtart som beskrevs av Wen Tsai Wang och S.M. Hwang. Deutzia taibaiensis ingår i släktet deutzior, och familjen hortensiaväxter. Inga underarter finns listade i Catalogue of Life.